# Opotchka
Opotchka (en russe : Опочка) est une ville de l'oblast de Pskov, en Russie, et le centre administratif du raïon d'Opotchka. Sa population s'élevait à 9 928 habitants en 2021.

## Géographie
Opotchka est arrosée par la rivière Velikaïa et se trouve à 123 km — 135 km par la route — au sud-ouest de Pskov.

## Histoire
Opotchka a été fondée en 1414 comme une forteresse chargée de protéger Pskov par le sud. En 1426, elle fut assiégée par les Lituaniens, et en 1427 par des Allemands, mais ne tomba pas. Dans le cadre de la réforme administrative menée en 1708 par Pierre le Grand, elle fut rattachée au gouvernement d'Ingermanland devenu en 1710 le gouvernement de Saint-Pétersbourg. En 1772, elle fut rattachée au gouvernement de Pskov et en fut même temporairement (1772-1776) le chef-lieu. La ville fut ensuite le centre administratif d'un ouiezd. En 1927, elle devint le centre administratif du raïon d'Opotchka dans l'oblast de Pskov. En 1935, le raïon d'Opotchka fut transféré à l'oblast de Kalinine puis supprimé et son territoire annexé au raïon de Velikie Louki. Durant la Seconde Guerre mondiale, Opotchka fut occupée par l'Allemagne nazie du 8 juillet 1941 au 15 juillet 1944. En mars 1942, plusieurs centaines de juifs locaux sont assassinés sur place lors d’exécutions de masse. La ville était rattachée à la nouvelle oblast de Velikie Louki, supprimée en 1957, puis à l'oblast de Pskov.

## Population
Recensements (*) ou estimations de la population
| 1897* | 1926* | 1939*  | 1959*  | 1970*  | 1979*  |
| ----- | ----- | ------ | ------ | ------ | ------ |
| 5 735 | 6 293 | 11 200 | 11 700 | 12 877 | 14 978 |

| 1989*  | 2002*  | 2010*  | 2012   | 2013   | 2014   |
| ------ | ------ | ------ | ------ | ------ | ------ |
| 16 190 | 13 964 | 11 603 | 11 362 | 10 910 | 10 599 |

## Personnalité
- Lev Vladimirovitch Roudnev, architecte, né à Opotchka en 1885.